# Улму (Келераш)
Улму (рум. Ulmu) — село у повіті Келераш в Румунії. Входить до складу комуни Улму.
Село розташоване на відстані 68 км на схід від Бухареста, 33 км на захід від Келераші, 137 км на захід від Констанци.

## Населення
За даними перепису населення 2002 року у селі проживала 921 особа. Рідною мовою 917 осіб (99,6%) назвали румунську.
Національний склад населення села:
| Національність | Кількість осіб | Відсоток |
| -------------- | -------------- | -------- |
| румуни         | 915            | 99,3%    |
| цигани         | 5              | 0,5%     |